# Никольский скит (Валаам)
Никольский скит — скит Валаамского монастыря, расположенный на Никольском острове Валаамского архипелага с левой стороны Монастырского залива.

## История
До того, как на острове был построен каменный храм во имя Николая Чудотворца, он носил название Крестового. Купец из Санкт-Петербурга Николай Солодовников пожертвовал на строительство храма на острове 50 тыс. серебряных рублей, и в 1853 (по другим данным — в 1833) году, 23 июля, на острове была выстроена каменная церковь. Тем не менее, часовня во имя святого стояла на острове и ранее: в ней были сделаны направленные во все стороны окна, и в темные ночи она могла использоваться как маяк.

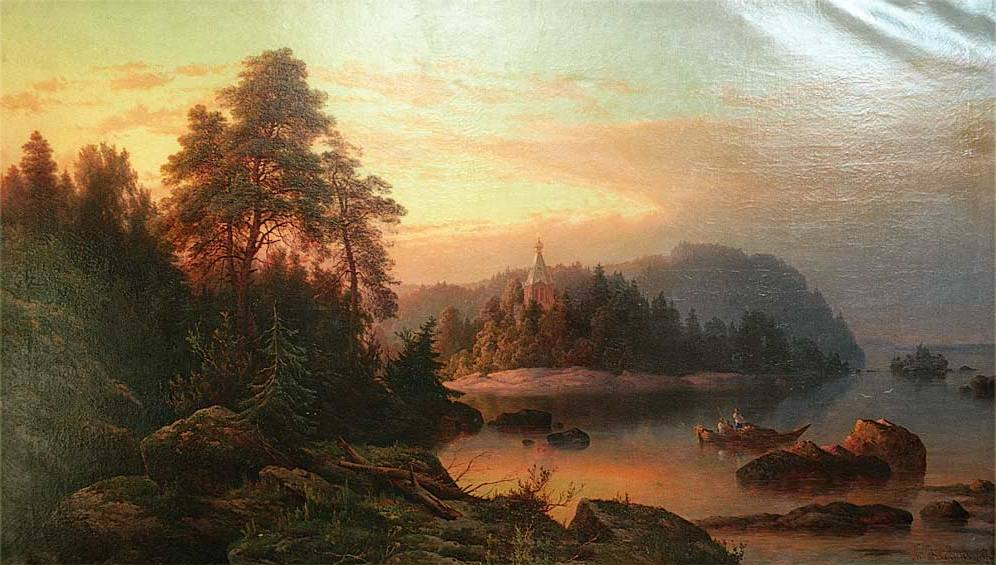
Джогин, Павел Павлович. Валаам. Никольский скит. 1867 год.

В храме под балдахином хранилась позолоченная икона святого Николая в архиерейском облачении, предположительно находившееся до того в стоявшей на острове часовне. В 1858 году годах на острове был построен двухэтажный дом с кельями для настоятеля и братии по плану архитектора Алексея Горностаева, в котором в 1865 году была освящена домовая церковь в честь преподобного Иоанна Дамаскина.
В Николаевском храме ежедневно совершалось чтение Псалтири и имен благотворителей монастыря, а также тех, кто записал себя на вечное поминовение монахами. На острове монахи разбили фруктовый сад. Кроме того, именно насельники Никольского скита несли «таможенное» послушание на острове, так как монастырский устав строго запрещал монахам Валаама спиртное. Рядом с таможней был установлен гранитный крест с изображением крестных мук Иисуса Христа.

## XX век и возрождение скита
К 1935 году на острове оставался единственный насельник — монах Милий.
После распада Советского Союза, 18 августа 1999 года храм Николая Чудотворца освятил архиерейским чином патриарх Московский и всея Руси Алексий II. 17 декабря 2005 года скитоначальник иеромонах Гедеон (Байко) освятил и домовой храм преподобного Иоанна Дамаскина.

## Галерея

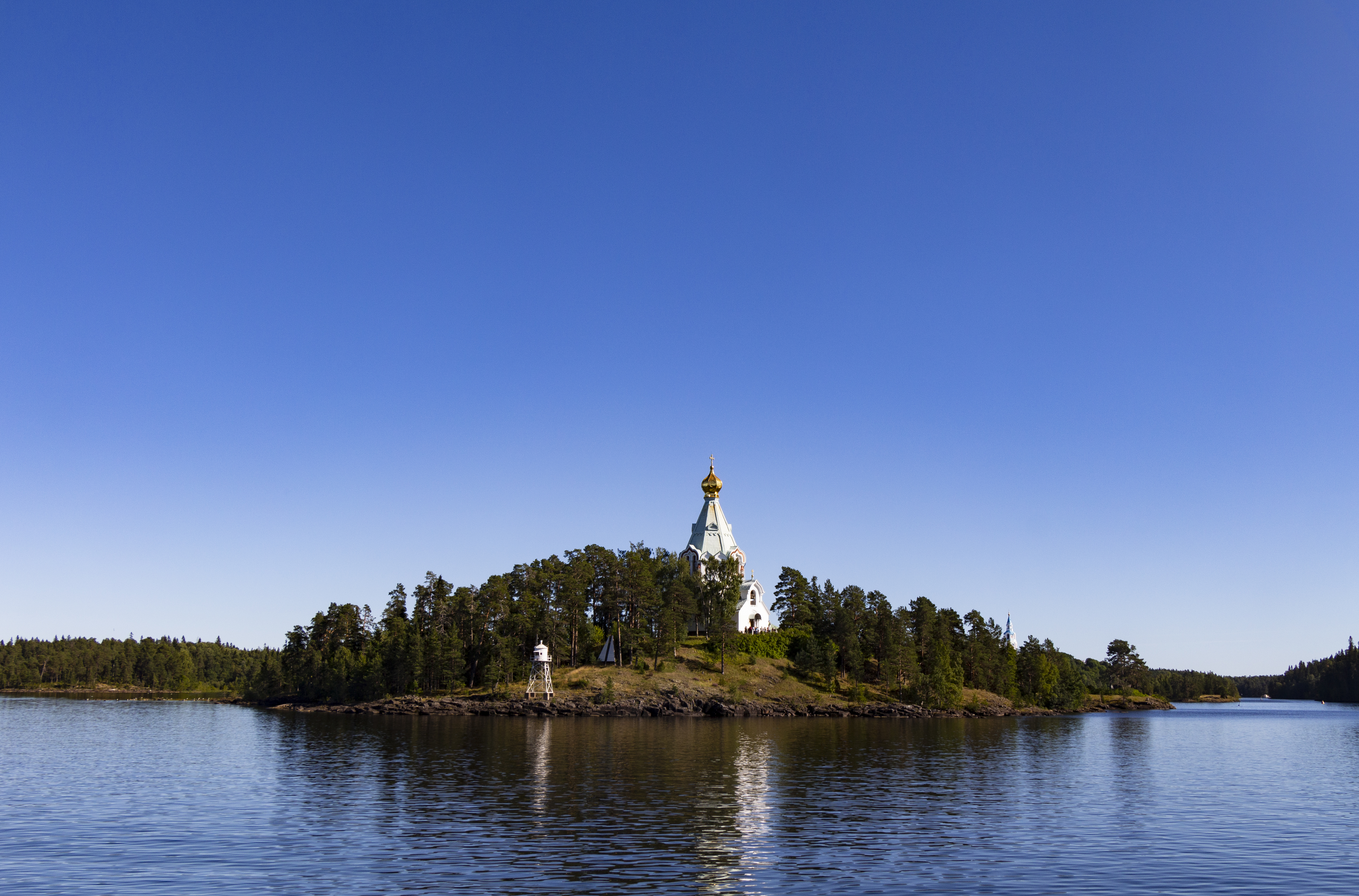
Вид с северо-запада
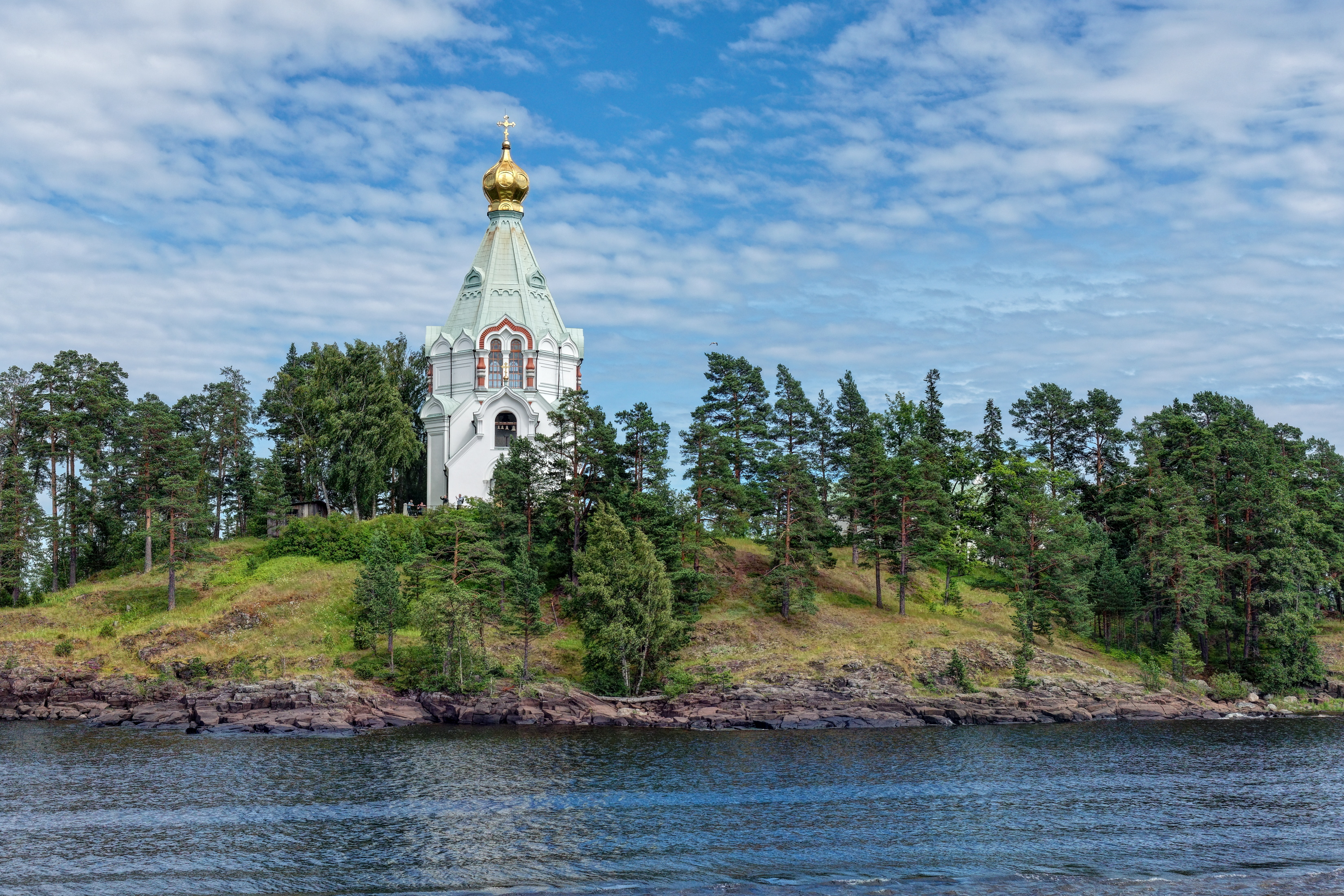
Вид с запада
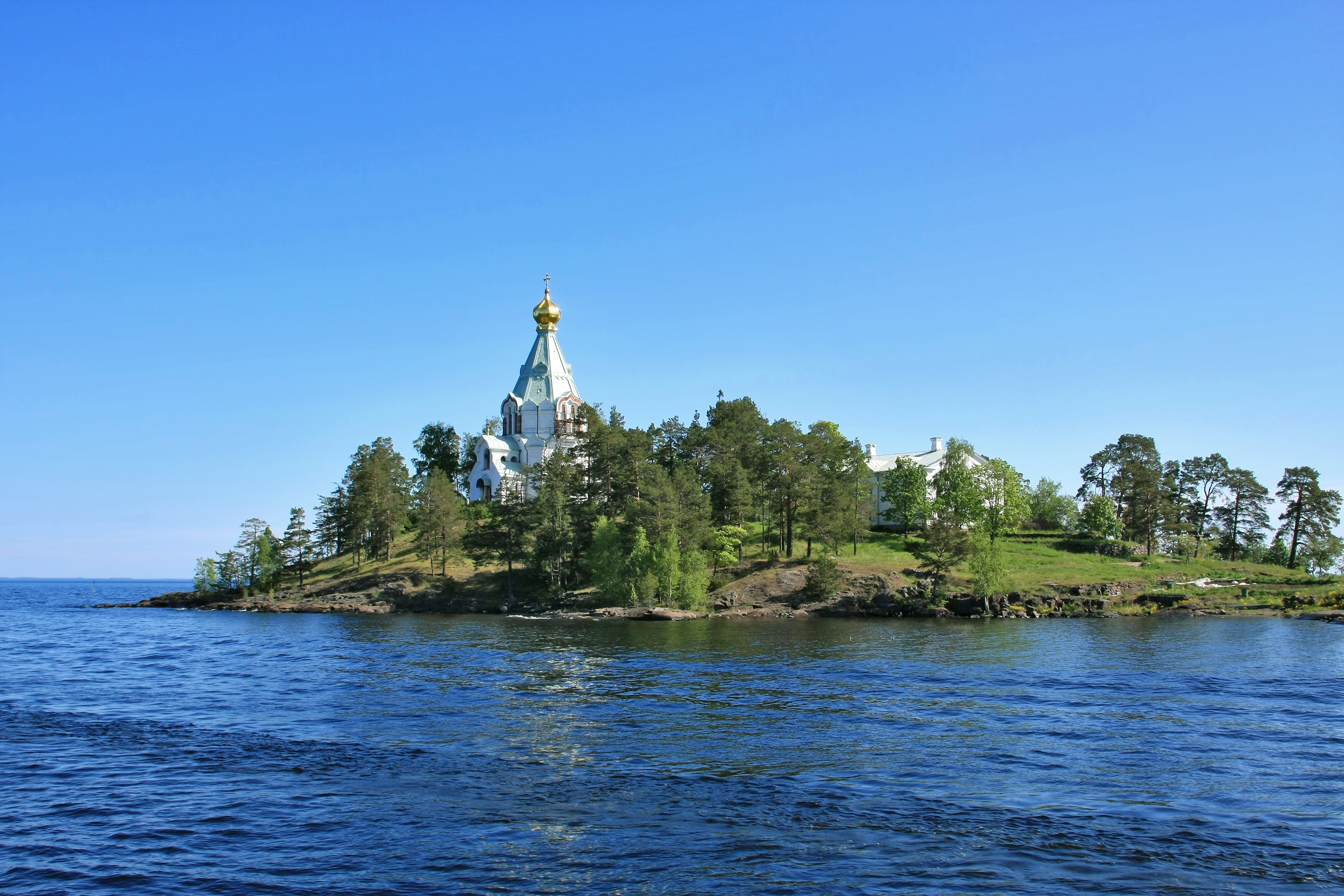
Вид с юго-запада
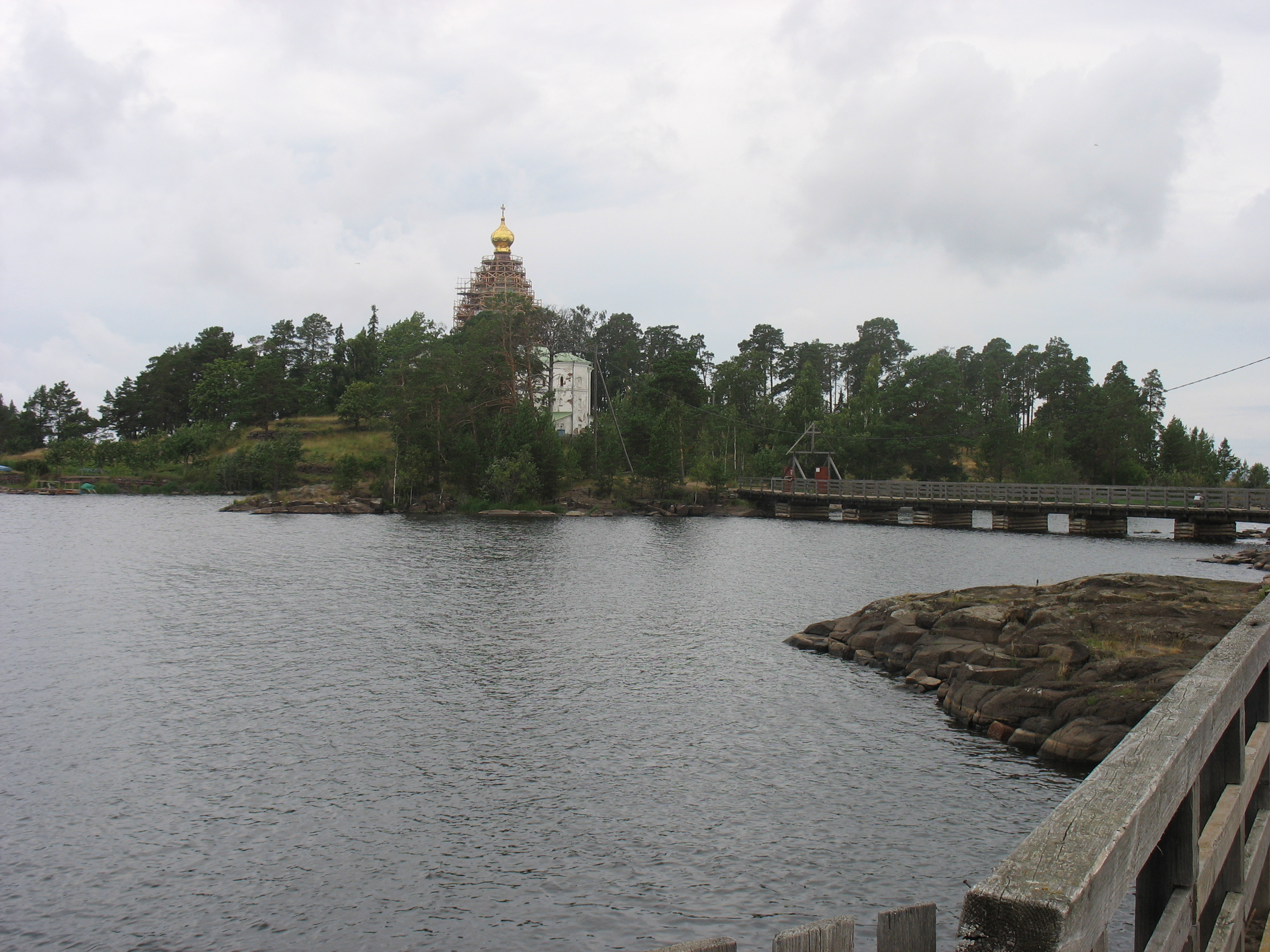
Вид с юго-востока
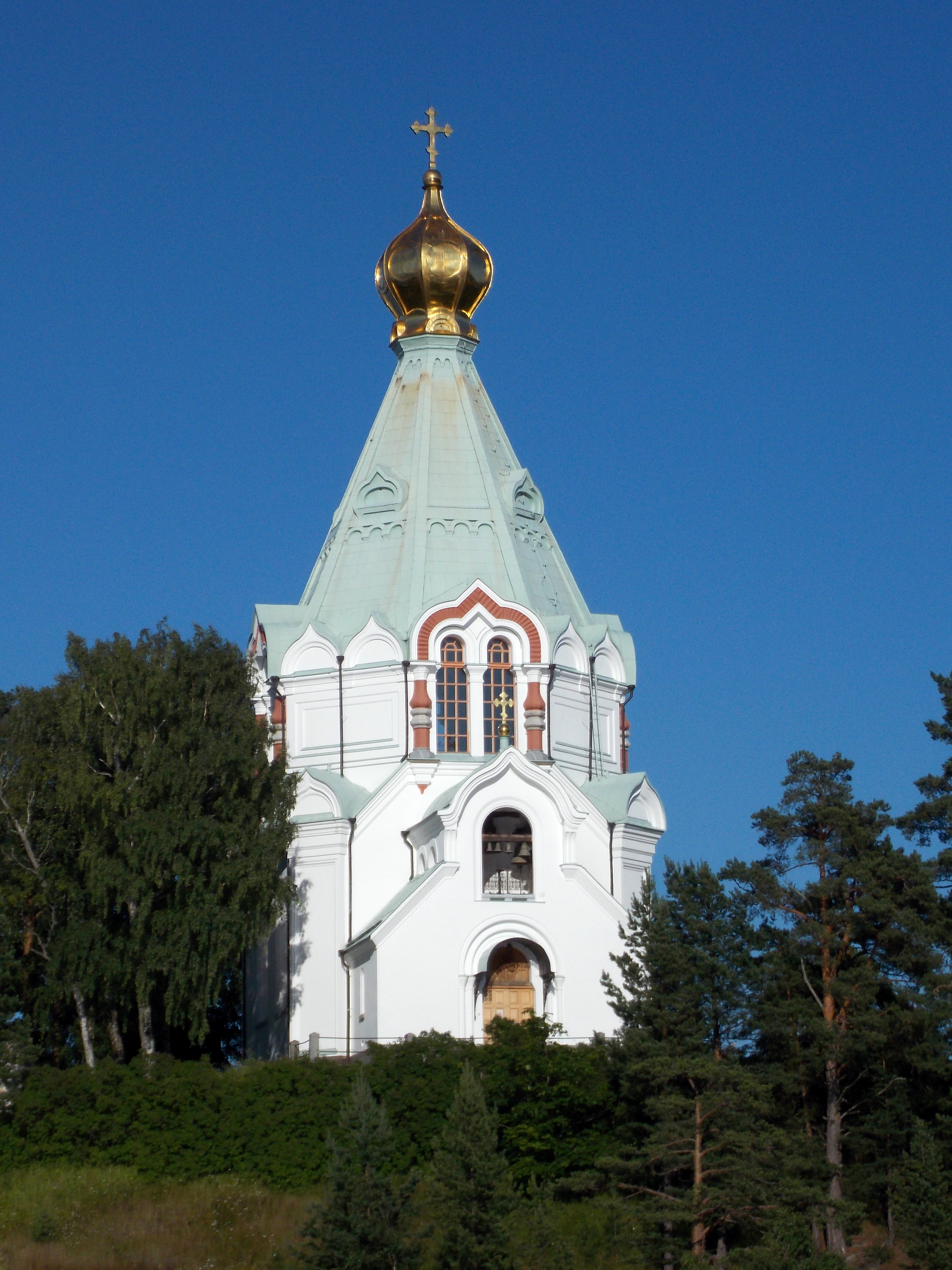
Храм Николая Чудотворца
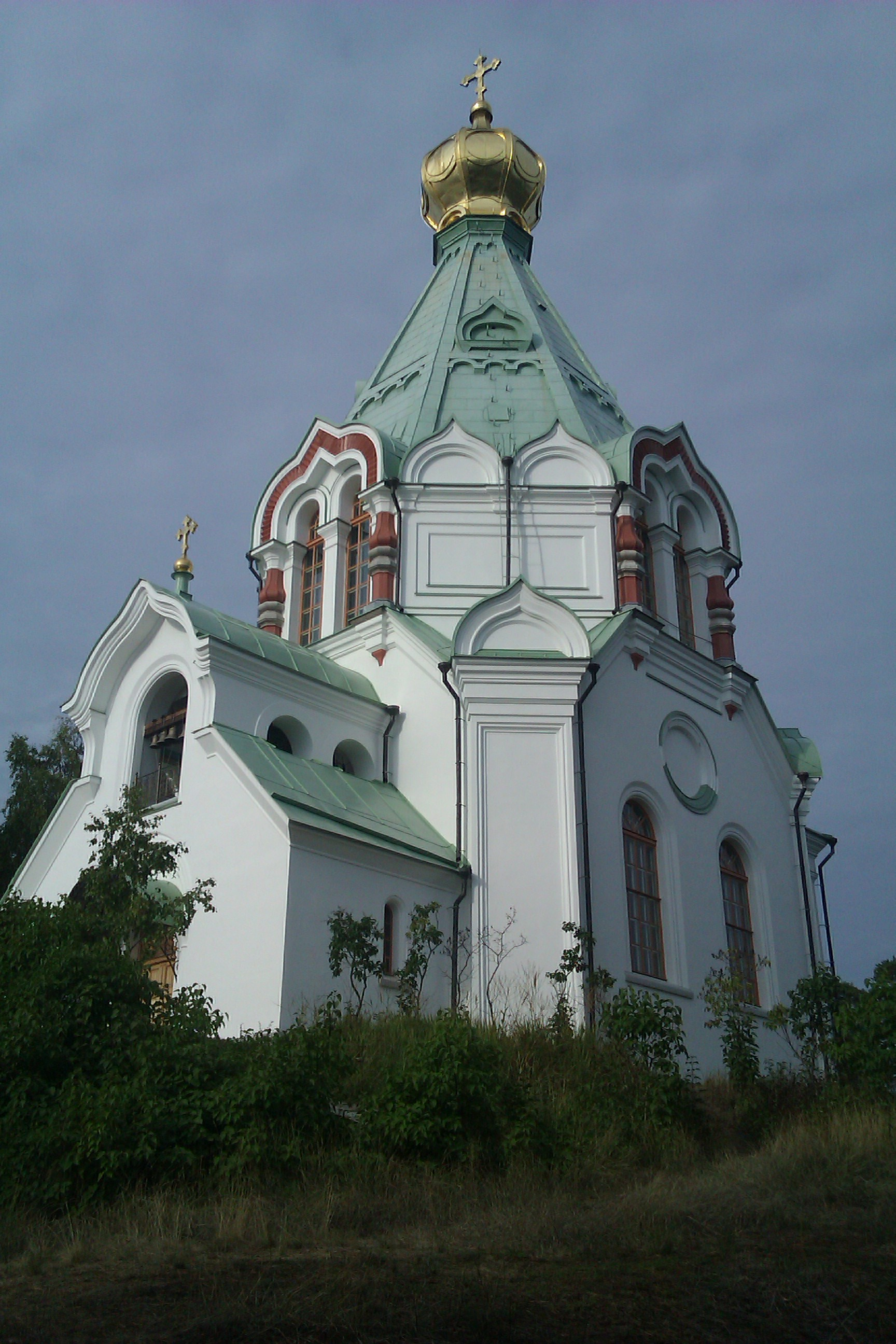
Храм Николая Чудотворца